# Pseuderemias erythrosticta
Espèce
Synonymes
- Eremias erythrosticta Boulenger, 1891

Pseuderemias erythrosticta est une espèce de sauriens de la famille des Lacertidae.

## Répartition
Cette espèce est endémique de Somalie.

## Publication originale
- Boulenger, 1892 "1891" : On some Reptiles collected by Sig. L. Bricchetti Robecchi in Somaliland. Annali del Museo civico di storia naturale di Genova, ser. 2, vol. 12, p. 5-15 (texte intégral).